# Armin Meier (Schauspieler)
Armin Meier (* 1943; † 31. Mai 1978 in München) war ein deutscher Schauspieler.

## Leben
Während seiner Tätigkeit als Schankkellner in der Münchner Homosexuellen- und Künstlergaststätte Deutsche Eiche lernte er 1974 den dort als Stammgast verkehrenden Rainer Werner Fassbinder kennen, der ihm den Film Faustrecht der Freiheit widmete. Meier wurde Fassbinders Geliebter und wirkte als Darsteller in einigen seiner Werke mit. Im Film Deutschland im Herbst spielte er sich selbst an der Seite Fassbinders in der Auseinandersetzung mit den politischen Ereignissen im September und Oktober 1977 (siehe auch Deutscher Herbst).
Aufgrund der von Fassbinder 1978 beendeten Liebesbeziehung nahm sich Meier mit einer Überdosis Schlafmittel das Leben. Für Fassbinder war der im selben Jahr entstandene Film In einem Jahr mit 13 Monden eine Möglichkeit, diese persönliche Katastrophe zu verarbeiten.

## Filmografie
- 1975: Angst vor der Angst (Fernsehfilm)
- 1975: Mutter Küsters’ Fahrt zum Himmel
- 1976: Ich will doch nur, daß ihr mich liebt
- 1976: Satansbraten
- 1976: Chinesisches Roulette
- 1977: Bolwieser
- 1978: Despair – Eine Reise ins Licht
- 1977: Eierdiebe
- 1978: Deutschland im Herbst
- 1978: Flammende Herzen
- 1978: Spiel der Verlierer